# Robert von Zimmermann
Robert von Zimmermann, né le 2 novembre 1824 à Prague dans l'empire d'Autriche et mort le 1er septembre 1898 à Vienne, est un esthéticien et auteur d'études philosophiques de langue allemande.

## Biographie
Il étudie la philosophie, les mathématiques et les sciences naturelles aux universités de Prague et de Vienne. En 1847, âgé de 23 ans, il devient assistant à l'observatoire de Vienne. Deux ans plus tard, il y est promu maître de conférences en philosophie et, en 1850, il accepte un poste de professeur associé pour la même discipline à l'université Palacký.
En 1852, il est nommé professeur titulaire de philosophie à l'université Charles de Prague, où il occupe une chaire jusqu'en 1861. À l'été 1861, il accepte un poste de professeur à l'université de Vienne, où il enseigne la philosophie jusqu'à sa retraite. En 1869, il est admis à l'Académie autrichienne des sciences.
À cette époque, il s'est déjà fait un nom auprès de ses disciples en prenant parti pour Johann Friedrich Herbart et son herbartianisme, dans la querelle philosophique qui l'oppose à Georg Wilhelm Friedrich Hegel et Friedrich Theodor Vischer.
Avec Emil Reich, il fonde la Société Grillparzer à Vienne en 1890, aujourd'hui l'une des plus anciennes sociétés littéraires d'Autriche.
Des recherches récentes voient dans l'esthétique de Robert Zimmermann une contribution importante au développement de la théorie moderne de l'image.
À l'occasion de son 72e anniversaire, il est anobli par l'empereur autrichien François-Joseph Ier.

## Œuvres
- Leibnitz' Monadologie, Vienne, 1847.
- Leibnitz und Herbart. Eine Vergleichung ihrer Monadologien, Vienne, 1849.
- Was erwarten wir von der Philosophie?, Prague, 1852.
- Das Rechtsprinzip bei Leibnitz. Ein Beitrag zur Geschichte der Rechtsphilosophie, Vienne, 1852.
- Philosophische Propädeutik, Vienne, 1852.
- Über das Tragische und die Tragödie, Vienne, 1856.
- Ästhetik (Vienne, 1858–1865, 2 vol.)
- Studien und Kritiken zur Philosophie und Ästhetik, Vienne, 1870, 2 vol.
- Samuel Clarkes Leben und Lehre, Vienne, 1870.
- Anthroposophie im Umriß, Vienne, 1882.
- Leibnitz bei Spinoza. Eine Beleuchtung der Streitfrage, Vienne, 1890.